# ميريل إدوين بارينغتون
ميريل إدوين بارينغتون هو سياسي كندي، ولد في 25 فبراير 1920 في أورمستاون في كندا، وتوفي في 18 ديسمبر 1965 في مونتيريجي في كندا. نشط حزبياً في الحزب الكندي التقدمي المحافظ. وقد انتخب عضو مجلس العموم الكندي.